# Blanca Padilla
Blanca Padilla (Collado Villalba, Madrid, 7 de enero de 1995) es una modelo española. En octubre de 2017 se convirtió en la imagen de Givenchy Beauty. Es la primera española en desfilar dos veces para Victoria's Secret.

## Carrera

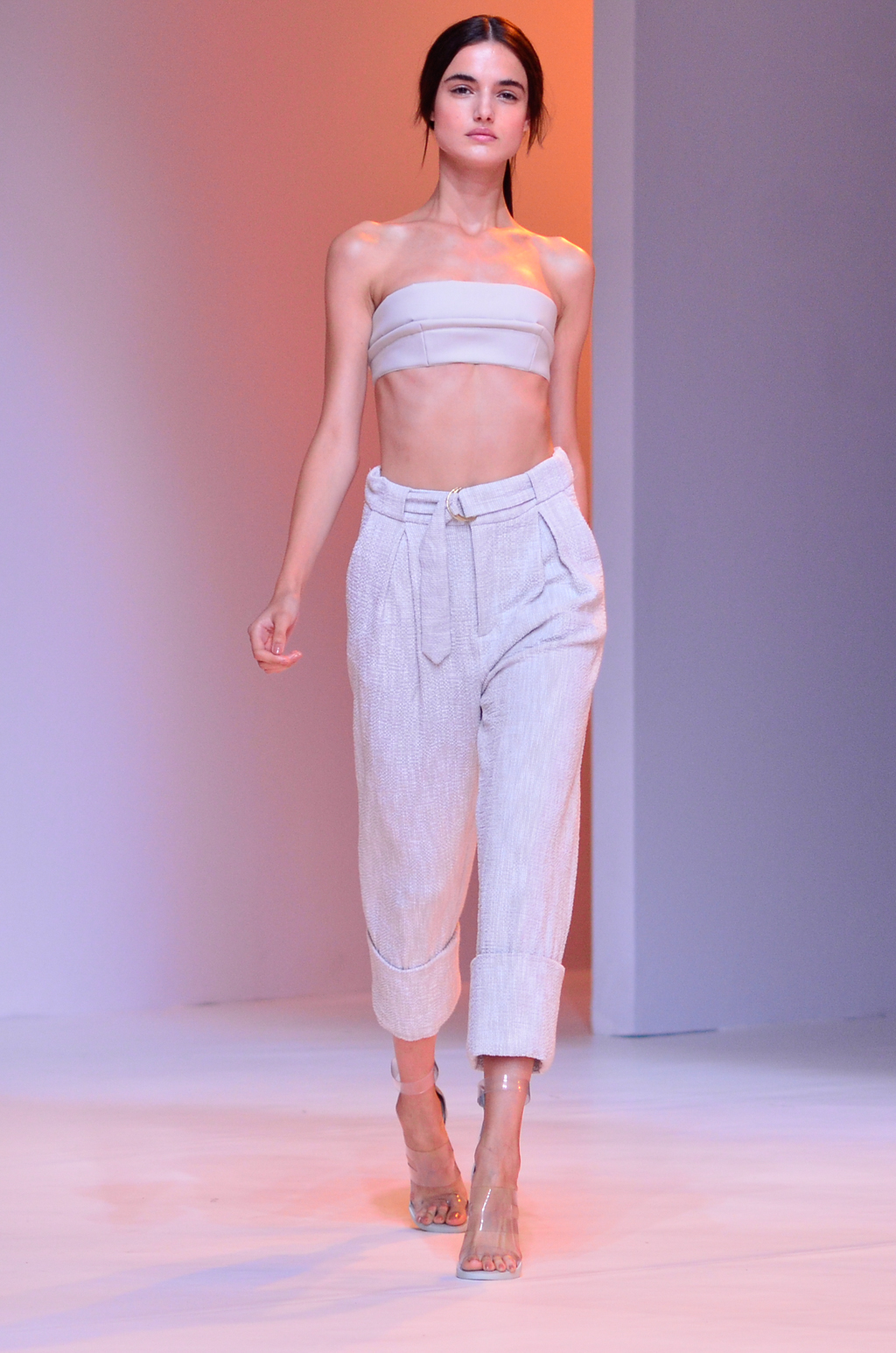
Blanca Padilla en la pasarela de Porsche desingn en 2014.

Blanca fue descubierta por Ignacio Aysa en el metro de Madrid por accidente. Ella era estudiante de Publicidad y relaciones públicas.
Firmó un contrato con The Cool Models en París, Nueva York, Milán y Londres, siendo su empresa principal The Cool Models. En febrero de 2014 fue nombrada "Modelo Femenina del Año" en la 59 edición de la Semana de la Moda de Madrid Merced-Benz por su elegancia. Ese mismo año, después de ser portada de Telva en dos ocasiones y de Yo dona, desfiló en el Victoria's Secret Fashion Show, siendo la quinta modelo española en conseguirlo, y la primera en hacerlo dos veces y portar alas en el desfile. En 2015 apareció en campañas de Dolce & Gabbana y Suite Blanco.
Padilla ha posado para los catálogos de Zara, Pull and Bear, Massimo Dutti, Brunello Cucinelli y ha realizado varias campañas para Cerruti.
Entre sus editoriales y portadas de revista se encuentran las de LOVE Magazine, Glass Magazine, Vogue Italia, Vogue España, Vogue México, Marie Claire, Harper's Bazaar España, Harper's Bazaar Singapur, Vogue Arabia, Glamour España, Elle España.
Ha modelado para marcas como Alberta Ferretti, Alexandre Vauthier, Balmain, BCBG, Blumarine, Carolina Herrera, Chanel, Delpozo, Dior, Dolce & Gabbana, Dsquared2, Elie Saab, Elisabetta Franchi, Emporio Armani, Giambattista Valli, Giorgio Armani, Givenchy, Jeremy Scott, La Perla, Lacoste, Lanvin, Marchesa, Max Mara, Miu Miu, Moschino, Oscar de la Renta, Ralph Lauren, Reem Acra, Tommy Hilfiger, Tory Burch, Trussardi, Valentino, Versace, Zac Posen, Zara, Zimmermann, Zuhair Murad, entre otras.

## Distinciones
En diciembre de 2017 recibió el Premio a la Mejor Modelo Internacional, otorgado por la revista Glamour.
En 2018 le fue otorgado el Premio Internacional Yo Dona.